# Gabriele Petricek
Gabriele Petricek (* 1957 in Krems an der Donau) ist eine österreichische Autorin.

## Leben
Gabriele Petricek absolvierte eine Ausbildung zur Modedesignerin und Damenkleidermacherin in der Modeschule Hetzendorf in Wien und legte die Meisterprüfung in Damenschneiderei ab. Sie war als Modedesignerin, später als Marketingassistentin und freie Journalistin für Mode, Architektur und bildende Kunst vor allem für Jardin des Modes (Zürich), Wochenpresse (Wien) und jazzzeit (Wien) tätig.
Von 1994 bis 2005 arbeitete sie unter Architekturtheoretiker Jan Tabor an Ausstellungen (Kunst und Diktatur, 1994; Kunst, verbaut, 1998; Wahre Werte. Wiederkehr des Gleichen in Architektur Design Lifestyle Politik, 2004) im Künstlerhaus Wien und unter Peter Zawrel (wald, etc., 1999) in der shedhalle St. Pölten sowie an mehreren Architekturkatalogen und Ausstellungskatalogen verschiedener Künstler mit.
Literarische Beiträge veröffentlichte sie in internationalen Zeitungen, Literaturzeitschriften und im Rundfunk (ORF), außerdem schrieb sie zahlreiche Beiträge für Anthologien. Sie war Max Kade-Writer am Lafayette College (2010) und mehrmals Writer in Residence an Universitäten (University of Arizona, University of Montana, 2015) und Institutionen (Ledig House ArtOmi, Ghent, NY, 2007) in den USA, in Großbritannien (University of East Anglia, University of London, 2009), Bulgarien (Elias Canetti-Gesellschaft, Ruse, 2015) und Italien (Rom, Atelier des Bundesministeriums und Casa Litterarium, Paliano), sowie 2007 featured guest bei der jährlich stattfindenden Konferenz der Modern Austrian Literature and Culture Association (MALCA, seit 2011 ASA, Austrian Studies Association), die damals an der University of Alberta, in Edmonton, Kanada stattfand. Sie ist Mitbegründerin des biennalen Literatur-Symposions Austrian-American Podium Dialog in Easton, Pennsylvania am Max Kade-Center des Lafayette College (gemeinsam mit Margarete Lamb-Faffelberger, 2013, 2015, 2018) sowie Gründerin des jährlichen Lesefests Literatur am Steg an der Alten Donau in Wien. Von Burkhard Spinnen wurde sie 2005 zum Ingeborg-Bachmann-Wettbewerb eingeladen, sie trat aber von ihrer Teilnahme zurück, weil Teile ihres Beitrags gegen die Statuten des Wettbewerbs vorab veröffentlicht worden waren.
Gemeinsam mit der Performancekünstlerin Si.Si. Klocker entstand 2013 der Kurzfilm Von den Himmeln, in dem Petricek auftritt und den Text spricht, nach ihrem gleichnamigen Roman. Mit der Radiomacherin Wally Rettenbacher entstand 2017 das Tonstück Schweinehälften – postfaktische Betrachtungen über die Thematik des Freitods.
Ihr Buch Die Unerreichbarkeit von Innsbruck, Verfolgungsrituale schaffte es im November 2018 auf die ORF Bestenliste.
Gabriele Petricek ist Mitglied der Grazer Autorenversammlung, des Literaturkreises Podium, Schloss Neulengbach, sowie der Freitagmittagsgesellschaft. Sie lebt in Wien und zieht sich für längere Schreibperioden in die USA, nach Oberösterreich und nach Italien zurück.

## Publikationen (Auswahl)
- 2005: Zimmerfluchten: Erzählungen, Literaturedition Niederösterreich, St. Pölten 2005, ISBN 978-3-901117-76-3
- 2009: Von den Himmeln: Triptychon, Sonderzahl, Wien 2009, ISBN 978-3-85449-323-5
- 2011: Joyce's Choice oder: Ein Hund kam in die Küche, Sonderzahl, Wien 2011, ISBN 978-3-85449-363-1
- 2018: Die Unerreichbarkeit von Innsbruck: Verfolgungsrituale, Sonderzahl, Wien 2018, ISBN 978-3-85449-492-8
- 2021: Am Ufer meines Setzkastens: Erzählungen, Streifzüge, Sonderzahl, Wien 2021, ISBN 978-3-85449-554-3
- 2022: PASSAGES: Crossings Borders Openings, In Conversation with Austrian Writers, The Austrian-American Podium Dialog, Hg. Margarete Lamb-Faffelberger und Gabriele Petricek, New York 2022, ISBN 978-1-4331-8522-9

## Davon Werke in Übersetzungen
- 2011: Kamron Men (Zimmerfluchten: Erzählungen), Hindi: Amrit Metha, Verlag Saar Sansaar, New Delhi 2011
- 2017: от небесата. триптих (Von den Himmeln: Triptychon), Bulgarisch: Ana Dimova, in: Europäische Korridore, Zehn Jahre Literaturfestival Ruse, Hg. Penka Angelova, Elias Canetti-Gesellschaft, Ruse 2017, S. 338 ff., ISBN 978-954-2992-34-9
- 2019: Out of the Skies, A Triptych (Von den Himmeln: Triptychon), Amerikanisch: Geoffrey C. Howes, Writers read Writers, Stockholm 2019, ISBN 978-1-69451-404-2, ISBN 1-69451-404-8 (E-Book)

## Über das Werk von Gabriele Petricek
- Unleashing the Rhetorical Power of the Image: An Introduction of Gabriele Petricek’s Writing and an Interview, Margarete Lamb-Faffelberger, in: Women in German Yearbook 2016, Vol. 32, Hg. W. Maierhofer, C. Smith-Prei, The University of Nebraska Press, Lincoln 2016
- Rhizomatic Wanderings: The Writings of Gabriele Petricek, Margarete Lamb-Faffelberger, in: The Short Story in German in the Twenty-first Century, Hg. Lyn Marven, Andrew Plowmann, Kate Roy, Camden House Inc., (Studies in German Literature, Linguistics and Culture, Volume 216), Rochester 2020
- The Density of Life: Gabriele Petricek's Literary Laboratories, Geoffrey C. Howes, in: PASSAGES: Crossings Borders Openings, In Conversation with Austrian Writers, The Austrian-American Podium Dialog, Hg. Margarete Lamb-Faffelberger und Gabriele Petricek, New York 2022

## Auszeichnungen
- 1995: Theodor-Körner-Förderungspreis für Literatur[2][4]
- 1999/2000: Hans-Weigel-Literaturstipendium des Landes Niederösterreich
- 2002/2003 und 2003/2004: Staatsstipendien für Literatur des Bundeskanzleramtes
- 2005: Preis für ein literarisches Debüt des Staatssekretariats für Kunst
- 2009: Projektstipendium und Buchprämie des BMUKK
- 2011: Staatsstipendium des BMUKK
- 2013: Niederösterreichischer Kulturpreis – Anerkennungspreis[6]
- 2014–2016: Elias-Canetti-Stipendium der Stadt Wien
- 2019: Projektstipendium des Bundeskanzleramtes
- 2020: Werkzuschuss Jubiläumsfonds Literar Mechana
- 2020: Shortlist 26. Münchner Kurzgeschichtenwettbewerb
- 2023: Arbeitsstipendium des Landes Niederösterreich[7]